# Pterodroma longirostris
Pterodroma longirostris е вид птица от семейство Procellariidae. Видът е световно застрашен, със статут Уязвим.

## Разпространение
Видът е разпространен в Гуам, Маршалови острови, Микронезия, Малки далечни острови на САЩ, Северни Мариански острови, САЩ, Френска Полинезия, Чили и Япония.